# Worli

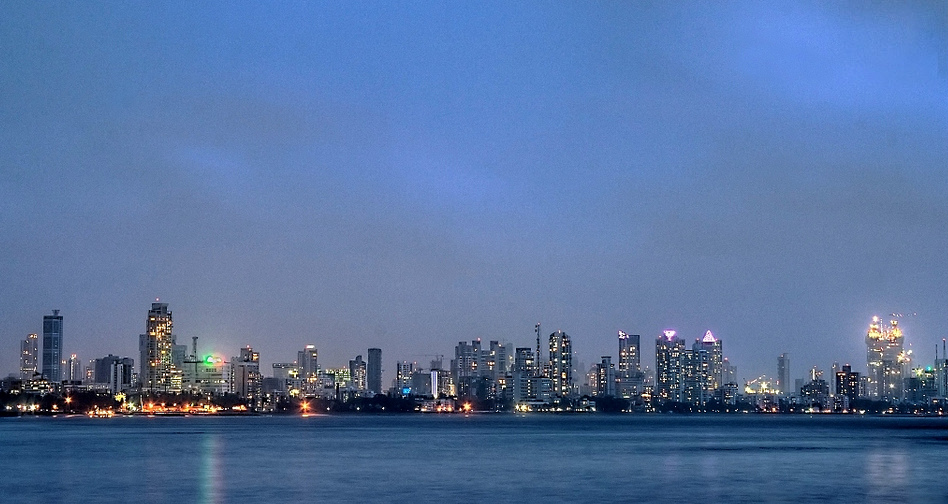
Vista de Worli desde Bandorá

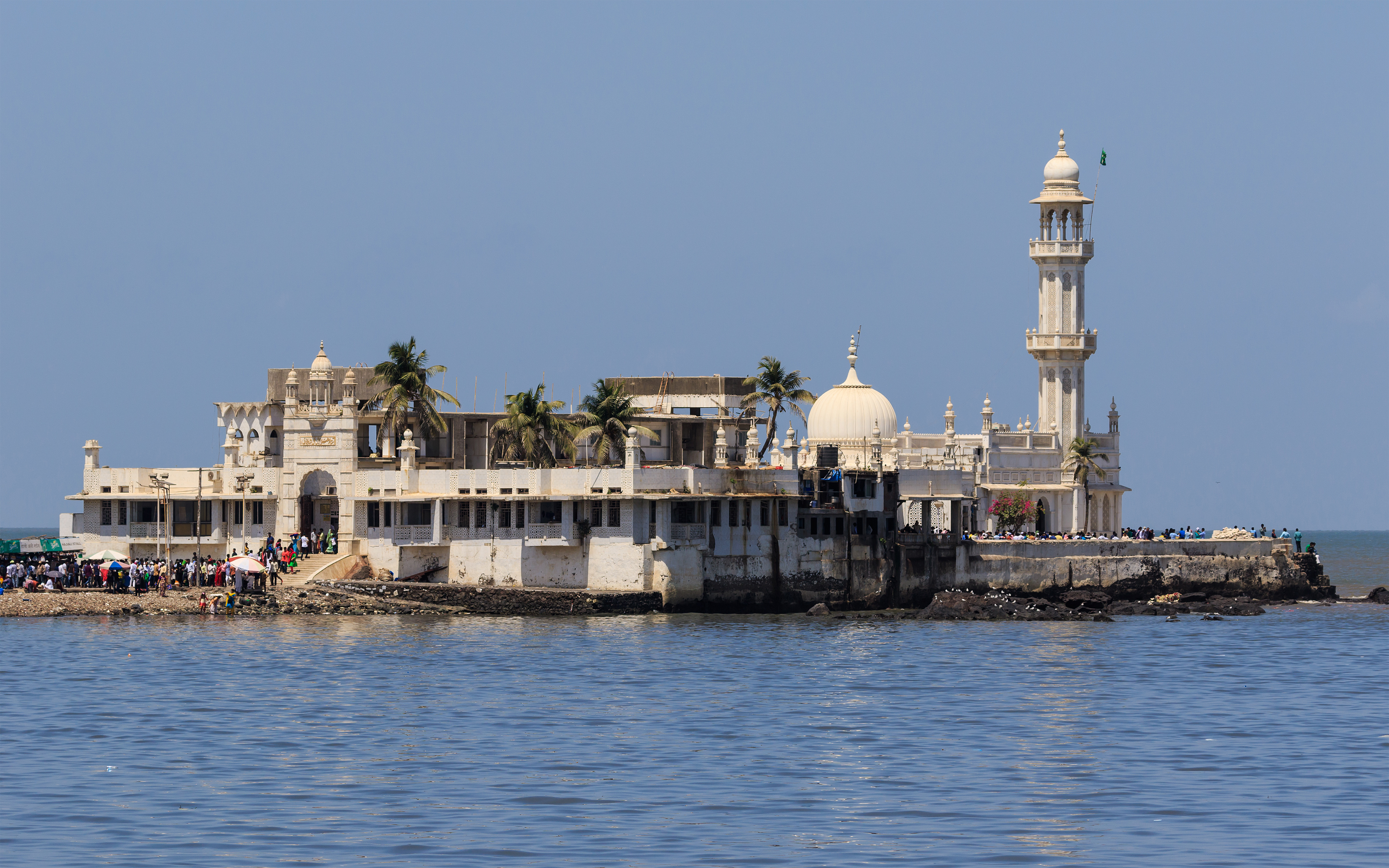
Mezquita de Haji Ali

Worli en  marathi: मराठी, en el pasado también conocido como Varli, Worlée, Warli y por los portugueses Vorli o Varel, es un área urbana de la ciudad india de Bombay, que se encuentra en la parte noroeste de la península que forma la parte baja y centro de la ciudad. En el pasado fue una de las siete islas que a través de los aterramientos marítimos se unieron para formar el actual territorio de Bombay.
Desde finales de los años 1970, Worli es una de las áreas de oficinas más ocupadas de Bombay, donde muchas grandes empresas tienen sus sedes o sus representaciones.

## Historia
En el pasado fue esencialmente una aldea de pescadores. Los únicos vestigios de monumentos antiguos de la zona que son dignos de tener en cuenta son el dargah, mausoleo de un santo  sufí, la mezquita de Haji Ali y el fuerte de Worli. La fortaleza, ahora en ruinas, fue construido por los británicos. El dargah fue construido en 1431 para albergar la tumba de Sayyid Pir Haji Ali Shah Bukhari, un rico comerciante de Bucara que se estableció en Bombay y allí murió. Está situado en una pequeña isla que durante la marea baja está unida a Worli por un pasadizo natural de 500 metros de largo. El monumento es una de las imágenes icónicas de Mumbai y atrae a decenas de miles de peregrinos al día, no sólo los musulmanes sino de otras religiones, incluyendo a los hindúes.
En 1784 Worli fue conectada a la isla de Bombay propiamente dicha a través del aterramiento conocido como Hornby Vellard, obre el cual se encuentra actualmente la carretera Lala Lajpat Rai. El Hornby Vellard fue el primer proyecto de unificación de las islas de Bombay, una tarea que continuó durante el siglo XIX. En 1842 comenzó a funcionar la estación de bombeo de Love Grove, la cual tiene compuertas especiales que están abiertas durante la marea baja. La estación se encuentra actualmente en la carretera «Dr Annie Besant», el nombre moderno de Love Grove.